# Закон Вольфа
 Закон Вольфа — немецкий процедуральный, полицейский и юридический телесериал.

## Сюжет
Сериал рассказывает о «убойном» отделе полиции Берлина и прокурорах суда. Детективы занимаются расследованием различных преступлений, таких, как убийства и другие посягательства на личность людей. Главным персонажем сериала является инспектор Вольф. Кроме сложных расследований показана и его личная жизнь, непростые отношения с взрослой дочерью и маленьким внуком. Телесериал был очень популярен в Германии и выдержал 13 сезонов с 1992 по 2006 годы.